# Alexej Alexejevič Rodionov
Alexej Alexejevič Rodionov (rusky Алексей Алексеевич Родионов; 27. března 1922 – 18. května 2013) byl sovětský diplomat a politik, ministr zahraničních věcí RSFSR a velvyslanec.

## Život
Absolvoval Vysokou diplomatickou školu Ministerstva zahraničních věcí SSSR. V letech 1960 až 1961 zastával post druhého tajemníka Omského oblastního výboru Komunistické strany Sovětského svazu. Roku 1964 pracoval v centrální administrativě Ministerstva zahraničních věcí SSSR, poté do roku 1966 působil jako poradce-vyslanec sovětského velvyslanectví v Indii. V letech 1966 až 1968 byl velvyslancem v Barmě. V období od září 1968 do května 1971 zastával post ministra zahraničních věcí RSFSR a člena rady Ministerstva zahraničních věcí SSSR, poté vystřídal funkce velvyslanců v Pákistánu (1971 až 1974), Turecku (1974 až 1983) a Kanadě (1983 až 1990).
Za své služby obdržel Řád Říjnové revoluce, čtyři Řády rudého praporu práce, Řád přátelství mezi národy a Řád znaku cti.